# Haemulon sexfasciatum

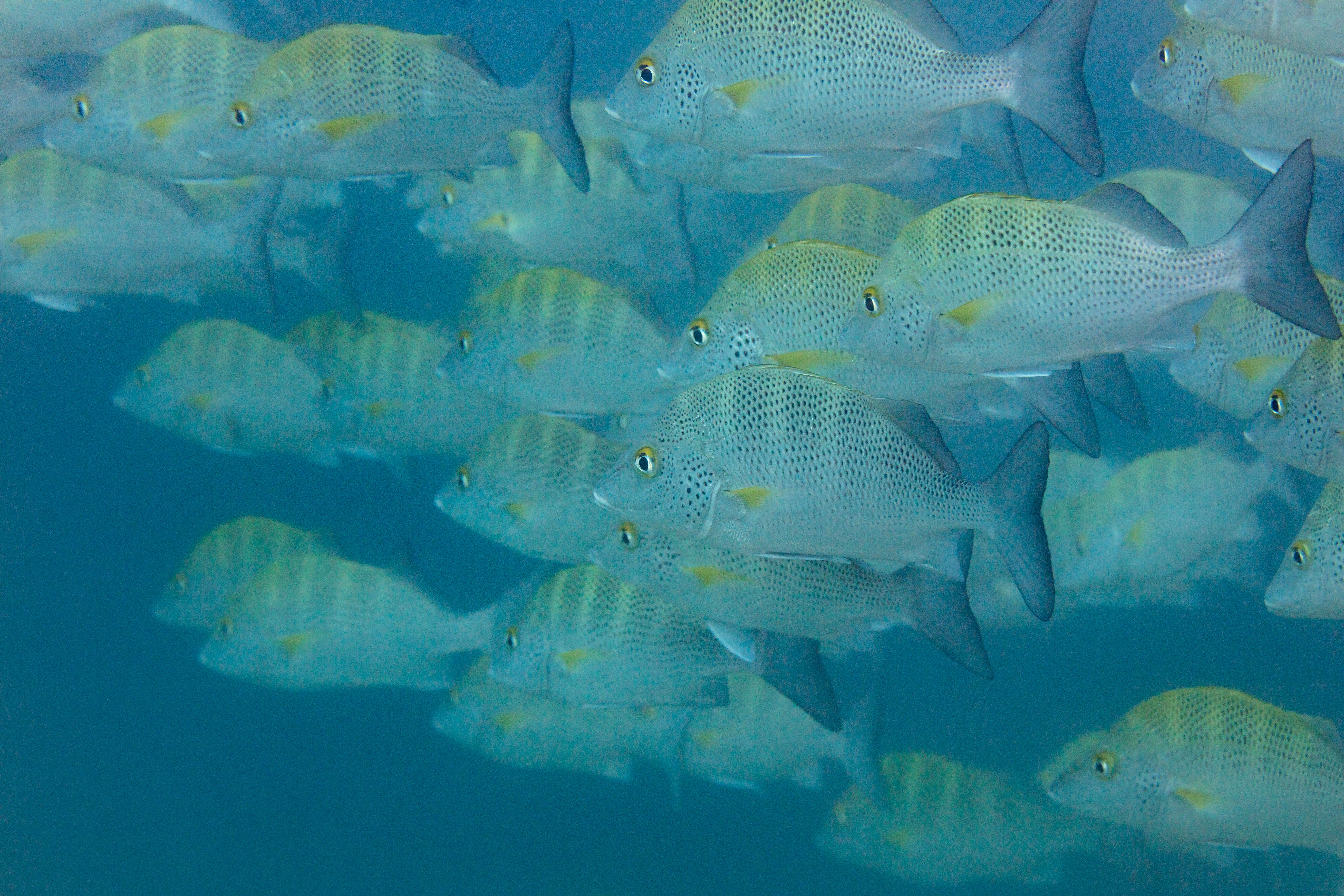
Grupo de Hemulon sexfasciatum en Baja California, México.

Haemulon sexfasciatum es una especie de peces de la familia Haemulidae en el orden de los Perciformes.

## Morfología
• Los machos pueden llegar alcanzar los 71 cm de longitud total.

## Distribución geográfica
Se encuentra desde el Golfo de California hasta Panamá.